# 플람스의 이익
플람스의 이익(네덜란드어: Vlaams Belang 플람스 벨랑[*])은 벨기에의 정당이다.

## 역사

### 플람스 연합
플람스의 이익의 전신 정당인 플람스 연합은 플란데런 지역주의 정당인 인민동맹에서 분리되면서 1979년에 설립했다. 당시 이민 문제를 강조하고 배타적인 주장을 하는데 전략을 세웠다. 1988년 안트베르펜에서 시의회 의원 선거 이후 세력을 넓히기 시작했다. 1991년 선거에서 상원은 5석, 하원은 12석을 획득했다. 2004년에 벨기에 대법원에서 인종 차별 판결을 받으면서 정당 보조금 지원이 중단되었다. 이에 반발한 기존 의원이 현재의 정당으로 재창당했다.

### 플람스의 이익
2004년에 설립된 정당으로 기존 정당인 플람스 연합을 완전히 계승했다. 당시 플람스 연합의 대표인 프랑크 반 헤커가 이 정당의 대표를 맞게 되었다. 2006년 지방 선거에서 득표와 동시에 800명 이상 당선 했지만 같은 해 국정 선거에서 현상 유지가 되면서 의석 수가 줄어들었다. 2014년 국정 선거에서 하원 의석이 3석만 획득했다.

## 이념
네덜란드어권 지역인 플란데런을 지지 기반으로 하며 외국인 유입에 반대한다. 신플람스 연맹과 이 정당의 공통점은 플란데런 독립을 강력하게 주장하고 있다. 또한 혼합 경제인 신자유주의를 지향한다.

## 역대 당 대표
| #   | 대표              | 기간                  | 비고 |
| --- | ----------------- | --------------------- | ---- |
| 1대 | 프랑크 판 헤커    | 2004년부터 2008년까지 |      |
| 2대 | 브뤼노 발케니위스 | 2008년부터 2012년까지 |      |
| 3대 | 헤롤프 안네만스   | 2012년부터 2014년까지 |      |
| 4대 | 톰 판 흐리컨      | 2014년부터 현재까지   |      |

## 역대 선거결과

### 연방의회
하원 의회
| 년도   | 합계    | 득표율 | 지역 득표율 | 의석     | 전체 의석 | +/- | 비고 |
| ------ | ------- | ------ | ----------- | -------- | --------- | --- | ---- |
| 1981년 | 66,422  | 1.1    |             | 1 / 212  |           |     |      |
| 1985년 | 85,391  | 1.4    |             | 1 / 212  |           | 0   |      |
| 1987년 | 116,534 | 1.9    |             | 2 / 212  |           | 1   |      |
| 1991년 | 405,247 | 6.6    |             | 12 / 212 |           | 10  |      |
| 1995년 | 475,677 | 7.8    |             | 11 / 150 |           | 1   |      |
| 1999년 | 613,399 | 9.9    |             | 15 / 150 |           | 4   |      |
| 2003년 | 767,605 | 11.6   |             | 18 / 150 | 18 / 88   | 3   |      |
| 2007년 | 799,844 | 12.0   |             | 17 / 150 | 17 / 88   | 1   |      |
| 2010년 | 506,697 | 7.8    |             | 12 / 150 | 12 / 88   | 5   |      |
| 2014년 | 247,746 | 3.67   |             | 3 / 150  | 3 / 88    | 9   |      |

상원 의석
| 년도   | 합계    | 득표율 | 지역 득표율 | 의석   | 전체 의석 | +/- | 비고 |
| ------ | ------- | ------ | ----------- | ------ | --------- | --- | ---- |
| 1985년 | 90,120  | 1.5    |             | 0 / 70 |           |     |      |
| 1987년 | 122,953 | 2.0    |             | 1 / 70 |           | 1   |      |
| 1991년 | 414,481 | 6.8    |             | 5 / 70 |           | 4   |      |
| 1995년 | 463,896 | 7.7    |             | 3 / 70 | 3 / 25    | 2   |      |
| 1999년 | 583,208 | 9.4    |             | 4 / 70 | 4 / 25    | 1   |      |
| 2003년 | 741,940 | 11.3   |             | 5 / 70 | 5 / 25    | 1   |      |
| 2007년 | 787,782 | 11.9   |             | 5 / 70 | 5 / 25    | 0   |      |
| 2010년 | 491,519 | 7.6    |             | 3 / 70 | 3 / 25    | 2   |      |

### 지역 의회

#### 브뤼셀 의회
| 년도   | 합계   | 득표율    | 지역 득표율 | 의석   | 전체 의석 | +/- | 비고 |
| ------ | ------ | --------- | ----------- | ------ | --------- | --- | ---- |
| 1989년 | 9,006  | 2.1 (#11) | 2.1 (#11)   | 1 / 75 | 1 / 75    |     |      |
| 1995년 | 12,507 | 3.0       | 3.0         | 2 / 75 | 2 / 75    | 1   |      |
| 1999년 | 19,310 | 4.5       | 31.9 (#1)   | 4 / 75 | 4 / 75    | 2   |      |
| 2004년 | 21,297 |           | 34.1 (#1)   | 6 / 89 | 6 / 17    | 2   |      |
| 2009년 | 9,072  |           | 17.5 (#3)   | 3 / 89 | 3 / 17    | 3   |      |

#### 플란데런 의회
| 년도   | 합계    | 득표율     | 지역 득표율 | 의석     | 전체 의석 | +/- |
| ------ | ------- | ---------- | ----------- | -------- | --------- | --- |
| 1995년 | 465,239 | 12.3 (#4)  | 12.3 (#4)   | 15 / 124 | 15 / 124  |     |
| 1999년 | 603,345 | 15.5 (#3)  | 15.5 (#3)   | 20 / 124 | 20 / 124  | 5   |
| 2004년 | 981,587 | 24.2 (#1)  | 24.2 (#1)   | 32 / 124 | 32 / 124  | 12  |
| 2009년 | 628,564 | 15.28 (#2) | 15.28 (#2)  | 21 / 124 | 21 / 124  | 11  |
| 2014년 | 232,813 | 5.98       | 5.98        | 6 / 124  | 6 / 124   | 15  |

### 유럽 의회
| 년도   | 합계    | 득표율 | 지역 득표율 | 의석   | 전체 의석 | +/- | 비고 |
| ------ | ------- | ------ | ----------- | ------ | --------- | --- | ---- |
| 1984년 | 73,174  | 1.3    | 2.1 (#6)    | 0 / 24 | 0 / 13    |     |      |
| 1989년 | 241,117 | 4.1    | 6.6 (#6)    | 1 / 24 | 1 / 13    | 1   |      |
| 1994년 | 463,919 | 7.8    | 12.6 (#4)   | 2 / 25 | 2 / 14    | 1   |      |
| 1999년 | 584,392 | 9.4    | 15.1 (#3)   | 2 / 25 | 2 / 14    | 0   |      |
| 2004년 | 930,731 | 14.3   | 23.2 (#2)   | 3 / 24 | 3 / 14    | 1   |      |
| 2009년 | 647,170 | 9.9    | 15.9 (#3)   | 2 / 22 | 2 / 13    | 1   |      |
| 2014년 | 284,891 | 4.26   | 6.76 (#6)   | 1 / 21 | 1 / 12    | 1   |      |